# Онуфриевка
Ону́фриевка (укр. Онуфріївка) — посёлок, центр Онуфриевской поселковой общины Александрийского района Кировоградской области Украины.

## История
Поселение основано в начале XVII ст. Талатом Артёмом Алексеевичем. К середине столетия селение стало большой слободой, жители которой принимали участие в восстании Богдана Хмельницкого. В течение длительного времени Онуфриевка не раз подвергалась набегам, грабежей и разрушений от крымских татар и польских магнатов. Несмотря на это после собрания армии Талатом Артёмом и выстроения ее вдоль границ, грабежи были прекращены. Население её росло за счет разоренных крестьян-беглецов из Волыни, Галичины, Бессарабии.
В 1874 году в обычной крестьянской избе начала работать земская школа, при которой через 8 лет открыто ремесленное отделение. Село являлось центром Онуфриевской волости Александрийского уезда Херсонской губернии Российской империи.
В ходе Великой Отечественной войны с 6 августа 1941 до 23 ноября 1943 года селение было оккупировано немецкими войсками.
В 1968 году Онуфриевка стала посёлком городского типа. В 1974 году здесь действовал конный завод и находился дендрологический парк — памятник садово-парковой архитектуры XIX века.
В январе 1989 года численность населения составляла 5016 человек.
В мае 1995 года Кабинет министров Украины утвердил решение о приватизации находившихся в посёлке райсельхозтехники и райсельхозхимии, в июле 1995 года было утверждено решение о приватизации конного завода.
По состоянию на 1 января 2013 года численность населения составляла 4042 человека.
17 июля 2020 года в результате административно-территориальной реформы Онуфриевский район был упразднён, а посёлок был включён в состав Александрийского района.

## Экономика
- Конный завод (с 3800 га земли)[10].

## Транспорт
Находится в 7 км от ж.-д. станции Павлыш на линии Кременчуг — Знаменка.